# Маняк (присілок)
Маня́к (рос. Маняк, башк. Мәнәк) — присілок у складі Краснокамського району Башкортостану, Росія. Входить до складу Новобуринської сільської ради.
Населення — 281 особа (2010; 309 у 2002).
Національний склад:
- марійці — 95 %